# レーション

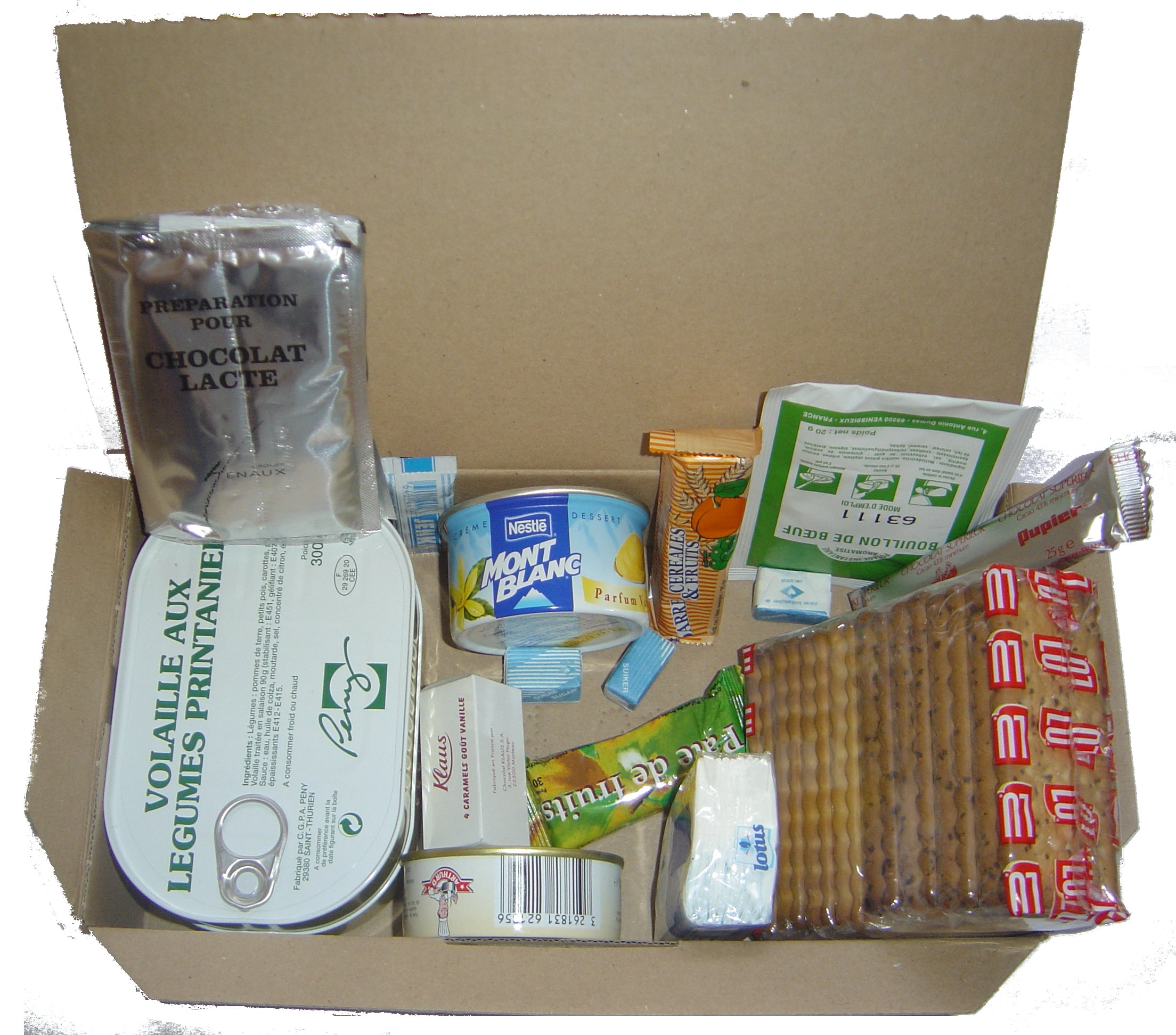
フランス陸軍のレーション。左から缶詰（鶏肉の春野菜添え）、ココア、ガム、キャラメル、角砂糖、プリン、シリアルバー、フルーツゼリー、ポケットティッシュ、ビーフブイヨン、クラッカー、チョコレートなどが見える

レーション（英: field ration）ないしコンバット・レーション（英: combat ration）は、軍隊において行動中に各兵員に対して配給される食糧。広義には一般人に対する配給品も含む。
日本語では野戦食や戦闘食、戦闘糧食、野戦糧食、戦用糧食、携帯口糧などと呼ばれる。また、払い下げなどで一般に出回ったコンバットレーションは俗にミリメシ（英語: military+飯の合成）と呼ばれる。

## 概要
古代から軍隊においては食料の確保は兵士の士気に関わる重要な要素であった。
今日のレーションは、劣悪な状況における輸送にも堪える保存性、摂取カロリーの確保、食味を考慮して作られている。
１食分の主食・副食がパッケージに収められたものが主流で、スプーンなどの簡単なカトラリーが付くものもある。食品は缶詰やレトルト食品、ビニール袋に密封包装されたクラッカーやパンなど加熱が不要で簡単に食べられるものが多い。ヒーターと呼ばれる固形燃料・コンロや生石灰と水の反応熱を利用したものが付属し、温かい食事を摂れるものもある。また、兵士の士気向上や気力の維持に効果のあるとされるチョコレートやガム、飴などの菓子類が付属するものもある。
軍隊が災害救援に派遣された際などには民間人にレーションを配布することがある。また、日本赤十字社も軍用レーションに似た保存食（内容は缶詰、缶入りドロップなど）のセットを被災者に配布することがある。

### 酒
かつては気付けや気晴らしとして少量の酒が兵士に配布されることがあった。海軍においては、樽に入れた水は藻が生えて飲めなくなるため、第二次世界大戦ごろまでは長期保存できる酒を配給していた。初期にはラム酒が多かったことからラム・レーションとも呼ばれる。イギリス海軍ではグロッグ、アメリカ海軍ではライ・ウイスキーの水割り、大日本帝国海軍ではウィスキーもしくは日本酒が支給されていた。
現代では作戦の妨げになるとして廃止され、ノンアルコール飲料（清涼飲料水）で代用されている。
日本赤十字社のお見舞い品セットには、1998年（平成10年）までは気付け薬としてのウイスキーのポケット瓶が同梱されていたが、NPO法人ASK（アルコール薬物全国市民協会、→アルコールハラスメント参照）の抗議により外された。

### 形態
個々の兵士に配分されるものと、部隊（小隊や分隊単位）に配分されるものに大きく分けることができる。
前者には1食分に包装されたものと、1日分がセットになっているものがある。複数のメニューを設け、飽きさせないよう工夫されている。また、ティーバッグや粉末ジュース、インスタントコーヒー、ココアや粉末スープ類などの飲み物が付属していることがある。これは、食事の質を高めることに加えて、現地の質の低い水を飲まざるを得ない場合を考慮している。また、食のタブーに配慮して、特定の食材を含まないレーションもある。
部隊単位で配分されるものは主に食材として提供され、部隊で調理して食べる。現地で入手した食材を加えて調理することがある。
また、一部にはタバコや酒類などの嗜好品が同梱されているものや、蝋燭や石鹸、歯磨剤などの消耗品を含むものもあった。現在ではこれらは食料とは別に配給されることが多い。
しかしながら、軍によって軍事的状況や食文化が異なるため、様々な形態がある。

## 歴史
古くから、食料の問題はさまざまな面で軍事活動を制約するものであった。特に遠征では兵站での食料補給は重要であった。
中世のヨーロッパでは兵士の食料は現物ではなく1日分の食費が金銭で支給され、兵士は酒保商人から食料を購入していた。

### ナポレオンの要請
ナポレオン・ボナパルトは「軍隊は胃袋で動く」と言葉を残すなど、早くから軍隊における食糧の供給問題を重視し、常温で長期間保存ができる食品を求め、懸賞金をかけて保存食の開発を民間に広く要請した。これに応えて、1804年にフランスのニコラ・アペールが加熱殺菌済みの瓶詰を開発したが、ガラス瓶は割れ易く、輸送面で難があった。1810年には、当時フランスと戦争状態にあったイギリスのピーター・デュランドが、現在の缶詰の原型となる金属製密閉容器に食料を封入する方法を考案した。
当初の缶詰は寸胴に金属製の蓋をはんだ付けしたような容器であり、缶切りはまだ発明されていなかった。開封には鑿（のみ）と金鎚を使ったり、斧で切ったり、場合によっては小銃で缶を撃ち穴を開けるなどされていた。
その後、缶切りの発明によって簡単に開けられるようになり、缶詰は長らく兵員向けのレーションとして利用された。しかし、缶詰には「食べた後の空き缶が発見されやすい」「メニューが単調で食事に飽やすい」という問題があり改良が続けられた。

### レーションの近代化
1つのパッケージで1食分とするような形態の総合的なレーションが開発されたのは第二次世界大戦前のアメリカ合衆国である。1936年から1941年にかけてそれぞれの食品を缶詰にした上で箱詰めされたり密閉された缶容器に封入されたCレーションと、ブロック状に圧縮・固形化された食品をビニールなどの包装フィルムで密封したDレーション（現在市販されているスナックバーなどに近いもの）が開発された。
これらは、今日見られるレーションにより近く、長期間の劣悪な輸送環境に堪え得るように配慮された。
Cレーション・Dレーションは第二次大戦から朝鮮戦争を経て、ベトナム戦争の時代に到るまで改良されながら生産され続け、年間数百万食という単位で生産・消費された。また、その後も新たなレーションが多数開発。利用された。
各種レーションが多数開発・利用されている。

### 現代

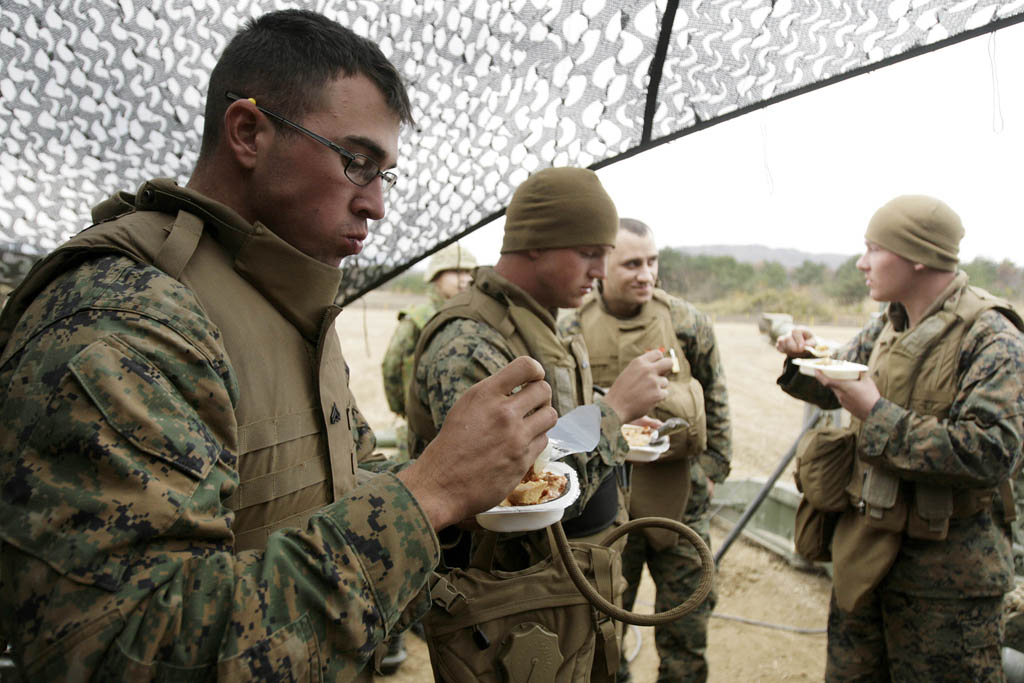
日米合同演習で行なわれたレーション交換会。自衛隊の戦闘糧食を入手して食べるアメリカ海兵隊の兵士たち。成形トレーのフィルム蓋を開けて、米飯の上におかずを乗せている。（王城寺原演習場、2010年）

2000年代以降は、より携帯性に優れ、消費後はゴミが少なく、移動後に痕跡を発見されにくいレトルト食品化や、軽量にすることを目的としたり耐寒性を重視したフリーズドライ化が標準となった。メニューも多様化することで娯楽性を向上させたものが登場している。食品加工技術の向上もあり、保存期間の延長も進んでいる。

## 各国のコンバットレーション
世界的にも同種レーションの開発は進んでいる。

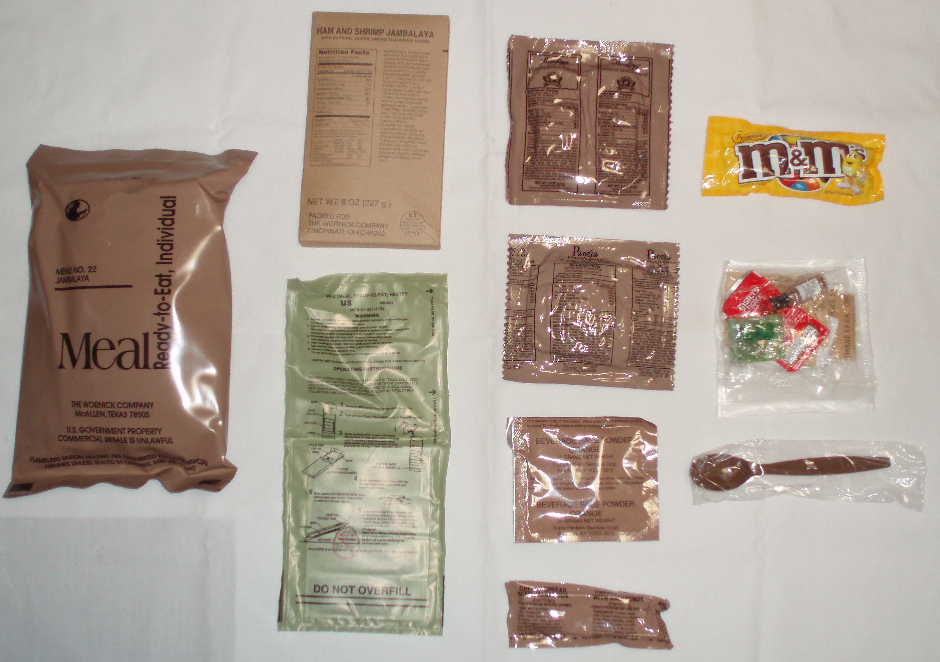
米軍のMREパッケージ内容物
これらがひとつにパッケージ化されて提供される。全てがコンパクトで合理的にまとめられているが、娯楽要素のための副食であるチョコレート（M&M's）だけは市販の目をひくものが使われている様子が窺える。その下に写っている調味料パックにはタバスコの小瓶も入っている。

メニューの豊富なカナダや、味に特化したフランス（市販品や民族料理を多用しており、非常に多彩な内容である）、ティータイムに大きな優位を持たせているイギリス、米飯と副食・漬物を組み合わせた日本、温かい食事ができるよう工夫された中国・ロシア、エネルギー補給に重点をおいたノルウェー（熱量は最大で7,500kcalに達する）などの北欧諸国、過酷な保管環境でも内容物に影響が出ないよう厳重に真空パックされ、ワインやデザートも用意されたイタリア、密閉容器を破壊しかねない発酵ガスを防ぐように処理された白菜キムチをメニューに加えた朝鮮料理と、各地域の食文化を反映したものが開発されており、食文化だけでなく気候や軍の抱える事情も、そのままパックされていると言ってもよい。

### 一覧
- オーストラリア国防軍
  - CR1M
- カナダ軍
  - Individual Meal Pack
- フランス軍
  - Ration de combat individuelle rechauffable
- ドイツ連邦軍
  - Einmannpackung - 略称 EPA。主菜および副菜、缶詰パンやハードビスケット、スプレッドやマーマレードなど塗り物、インスタント飲料、ビターチョコレートやチューインガムなどがセットになった一日分（温食二回・間食一回）の個人レーション。アクセサリーとして浄水剤・紙ナプキン・マッチも同封される。主菜・副菜の包装には、1970年代までは缶詰が用いられ、1980年代以降にはアルミ成形容器に変更された。それでもなお一日分のEPAをまとめて収納する厚紙製の箱は重くかさばるため、1999年に下記の軽量版EPAが追加採用された。
  - Einmannpackung leicht - 主菜がフリーズドライ処理された軽量レーションで、一日分（温食二回）がビニール袋に収納されている。パンやビスケット・スプレッド類・インスタント飲料・カロリーバーなどが同封される。
  - Tagespaket EPA - 主菜とミューズリーを主体にした一食分の軽量レーション。ビスケット・インスタント飲料・チョコレートなどが同封される。Einmannpackung leicht とともに、従来のEPAと並行して使用されている。
  - Notration Verpflegung - 高カロリー食・インスタント紅茶・浄水剤がセットになった非常食。
  - Überlebensration - 高カロリー食だけのサバイバル食。
- 東ドイツ国家人民軍
  - E-Portion（Eiserne Portion） - 圧搾ハードビスケットがブリキ容器に入った携行非常食。ビスケット三個を密封した個包装六包がブリキ容器に収納され、さらに容器全体がポリエチレンフィルムで密封されていた。容器二個（ビスケット計36個）が一人分の定数とされ、総熱量は約2000キロカロリーであった。平時・演習時には中隊以上の指揮官、戦時には小隊指揮官の命令によって開封、喫食するよう定められていた。
Eiserne Portion（直訳すると「鉄の一人前」ないし「鉄の献立」）は第一次世界大戦期以来使われている呼称 Eiserne Ration（「鉄の給食」）を踏まえたもので、缶詰などの金属容器に入った非常糧食を指す。冷戦期の東ドイツ軍では、もし核戦争が起きたら唯一の拠り所になるという意味を込めて、Atomkekse（原子クッキー）とも呼ばれた。
  - K-Portion (Komplekte) - 数個の缶詰を主体に構成された一日分の個人レーション。内容物は500gの全粒粉パン1、各200gの野菜料理2、各90gの肉料理4、板チョコレート1、紅茶4、食塩2。またアクセサリーとして、固形燃料、マッチ、浄水剤が付属する。
- イタリア軍
  - Forze armate / Razione viveri speciale da combattimento
- 自衛隊
  - 戦闘糧食I型 - 缶詰による保存。2016年限りで発注終了。
  - 戦闘糧食II型 - レトルトパウチによる保存。2017年から活用されている現行品。
  - 救命糧食 - 航空機・艦艇などが遭難した場合のための救命キットに含まれる高カロリー栄養食。
- アメリカ軍
  - MRE (併せて兵士の燃料も参照のこと)
  - UGR
    - Aレーション（正式名・UGR-A）
    - Bレーション（正式名・UGR-M）
    - Tレーション（正式名・UGR-H&S）

  - RCW
  - LRP (LRRP-Long Range Reconnaissance Patrol) - 特殊部隊向け
  - MCW（Meal, Cold Weather）- 寒冷地向け
  - 加給食
  - FSR - スナックパンを主体とした軽量レーション。緊急出動時の最初の三日間をまかなう食事というコンセプトで開発された。

以下は歴代の物で、制式を解かれた。
- アメリカ軍
  - Cレーション（別名MCI。MRE導入に伴う。）
  - Dレーション（併せてアメリカ軍用チョコレートも参照のこと。Kレーション導入に伴う。）
  - Kレーション

- 大韓民国国軍[2]

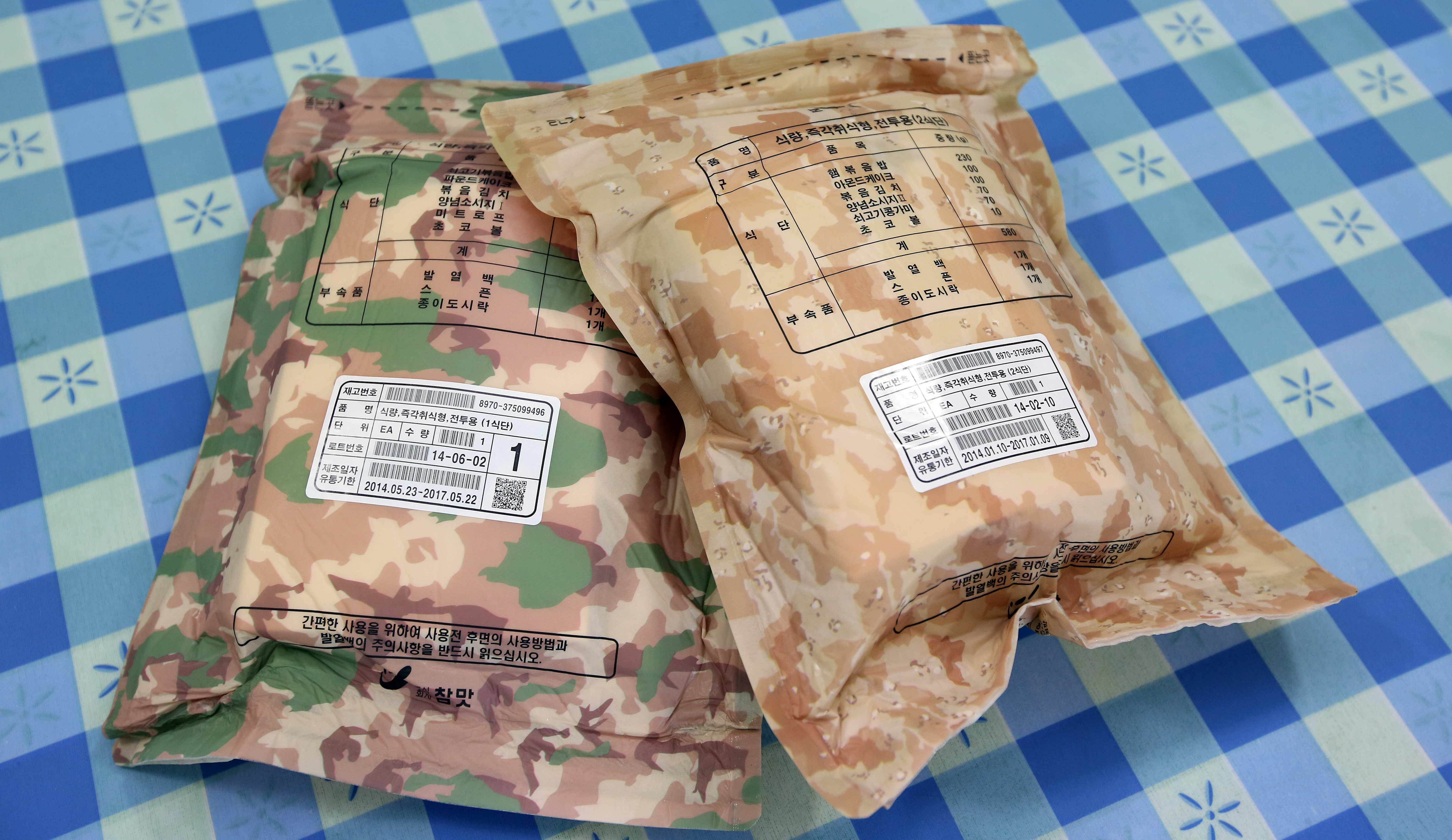
大韓民国国軍のレーション(1型と2型)

  - 携帯糧食1型 - 2006年に新開発された戦闘糧食。レトルトによる保存で主食がカレーのタイプと炸醤飯（ジャージャー飯）のタイプの2種類がある。副食として、必ずキムチが付属するのが特徴。
  - 携帯糧食2型 - フリーズドライによる保存が施された戦闘糧食で、3種類がある。主食は全てビビンバで、副食・調味料として味噌汁やごま油、キムチの汁、チョコレートなどが付属する。
- 中華民国国軍
  - 野戦口糧：A、B、C三型に分かれ、内容は乾パン（A型はミルク味、B型はチョコレート味、C型は黒糖味）*12、ジャーキー（A型は甘味ポーク、B型はブラックペッパービーフ、C型は五香粉ビーフ）、ドライマンゴー、ナッツ、チョコレートペースト、飴玉、ウイダーinゼリー各1。
  - レトルト式野戦調理パック：レトルトパウチによる保存。東坡肉、ブラックペッパーブリスケット、牛丼、牛肉のブルゴーニュ風、カレーチキン、ベジタリアン麻婆豆腐など計13種類がある。
  - 兵士一人一日分の糧食は野戦口糧*1、レトルト式野戦調理パック*2である。
- 中国人民解放軍
  - 食肉や調理済のご飯の缶詰やMREを意識して作られた、中華料理メニューのレトルトパック式の物、携帯ビスケット型の圧縮干糧などがあり、これらがまとめてパックされ一式支給されている。圧縮干糧は軍用とほぼ同規格の製品が、民間防衛用、アウトドア用、ツーリング用としても販売されている。
- ニュージーランド軍
  - Hungerbuster
- オランダ軍
  - Gevechtsrantsoen ontbijt / Lunch voor 24 uur
- スペイン軍
  - Racion individual de combate
- イギリス軍
  - GPレーション
- ロシア軍
  - ソビエト連邦軍時代は、缶詰とビスケット、塩、砂糖などを一まとめにした形式で支給されていた。現在のロシア軍ではカーシャや肉などの缶詰、ビスケット、缶を温める為の固形燃料や着火用の防水マッチ、レトルトの紅茶やジュース粉末などが、一日3食分がまとめられた箱で支給される。包装は、耐衝撃性・耐熱性を意識したプラスチックで出来ており、開封にはアーミーナイフや銃剣、専用のオープナー（パックに付属）を用いる。

## コンバットレーションにまつわる関連現象

### 非常食（災害備蓄食料）
現在、宇宙食と並んで最も保存性の高い食料品が、これらレーションやそれから派生した災害備蓄食料である。災害備蓄食料は、レーション開発において発展した技術を取り入れることで、被災者の心理的なダメージを軽減させるべく、温かくて味も良い保存食への改良が進められている。また、保存性においても、全く空調管理されていない環境でも5年や10年の単位で保存・備蓄が可能なものが開発されている。軍用レーションと全く同等であることを謳うものもある。

### 市場への流通
アウトドア愛好者や軍事関連に興味を持つミリタリーマニアなどが、軍の払い下げ用品として市場に流通した軍用レーションを売買する市場も形成されており、各国の軍用レーションがインターネットオークション上や、専門店での販売が見受けられる。なお、自衛隊のもののように公式に払い下げられていないものには、横領などの犯罪行為による入手の可能性が非常に高く（特に複数個以上の大量販売など）、購入を行うと共犯行為に該当する場合もあるため、購入には細心の注意、または入手元の確認が必須とされる。たとえ米軍その他各国軍のもののように正規に入手できるものでも、払い下げである以上それは保存期間を経過してもなお消費されることなく流れてきたものであり、また、一般企業の商品のように何らかの安全保証があるというものでもないため、万が一破損していたりした場合食中毒を起こす可能性もある。ミリタリーショップやインターネットオークションで販売している場合でも、多くの場合は「観賞用として」と言う建前で売っており、どうしても食べる場合には自己責任の上で、と謳っているケースが大半である。ただし、メーカーが自衛隊向けに市販品を流用した特別仕様の商品や、自衛隊向け商品と同一仕様で作られた一般向け製品もあり、ベビースターラーメン自衛隊仕様「隊員さんのスタミナラーメン」、萬有栄養の「イーアール」などのように、一部地域での販売や通販・インターネットオークションなどを介して、一般で同等品の購入も可能なものもみられる。

### スパム
第二次世界大戦やそれ以降、主にアメリカ軍兵士の食料として、スパムは多く利用されるようになった。このため沖縄など米国外の米軍駐留基地のある地域では、同製品を含むランチョンミートを消費する食文化が発展している。なお「しつこい/飽き飽きする」という隠語での「スパム」はモンティ・パイソンに由来するとの説が有力である。

### アメリカ軍用チョコレート／ハーシーズ・トロピカル・バー
レーションではカロリー面を補うためチョコレートが多用される。
ハーシーズ・トロピカル・バー（Harshey's Tropical Bar）は、アメリカ軍で採用されたチョコレートであるが、第二次世界大戦当時に熱帯でも溶けたり腐ったりしないよう設計されたが、味については「茹でたジャガイモよりややましな程度」という味の条件が課せられた。これは、「美味であると、必要な状況になる前に食べてしまうから」からであるとされる。
湾岸戦争の際には更に耐熱性を高めたデザート・バー（意訳すると「砂漠仕様チョコバー」）も試作された。
日本でも航空自衛隊が井村屋と共同で、チョコレート味ながらも耐熱性をクリアするため羊羹をベースとしたJASDF羊羹を開発している。

### アーミーナイフ
兵士に支給されるアーミーナイフには、レーションを開封するのに役立つ缶切り・栓抜きが必ず付いている。近年ではプルトップ缶やレトルトパウチが大半を占めるが、軍用缶詰では空中投下に耐えられるよう、敢えてパウチやプルトップとせず缶切りを要するものもあり、依然として標準装備として支給されている。ガリルアサルトライフルのように、兵隊が支給された食料を食べるために缶を小銃で撃って開けたり、銃剣で開けたりといった事態を防ぐために、栓抜きを付け足したケースもあり、こういったアーミーナイフの支給も銃剣を壊させないための予防策といえる。